# استوارت‌ویل، شهرستان کوسا، آلاباما
استوارت‌ویل (به انگلیسی: Stewartville) شهرکی در شهرستان کوسا، آلاباما ایالت آلاباما است که مساحت آن ۶۲٫۸۶ کیلومترمربع است و در سرشماری سال ۲۰۱۰ میلادی، ۱٬۷۶۷ نفر جمعیت داشته و تراکم جمعیتی آن، ۲۸٫۱۱ در کیلومترمربع بوده است.